# العلاقات الإثيوبية الوسط إفريقية
العلاقات الإثيوبية الوسط أفريقية هي العلاقات الثنائية التي تجمع بين إثيوبيا وجمهورية أفريقيا الوسطى.

## مقارنة بين البلدين
هذه مقارنة عامة ومرجعية للدولتين:
| وجه المقارنة                                              | إثيوبيا                        | جمهورية أفريقيا الوسطى      |
| --------------------------------------------------------- | ------------------------------ | --------------------------- |
| المساحة (كم2)                                             | 1.10 مليون                     | 622.98 ألف                  |
| عدد السكان (نسمة)                                         | 104.96 مليون                   | 4.66 مليون                  |
| الكثافة السكانية (ن./كم²)                                 | 95.42                          | 7.48                        |
| العاصمة                                                   | أديس أبابا                     | بانغي                       |
| اللغة الرسمية                                             | اللغة الأمهرية                 | لغة فرنسية، اللغة السانغوية |
| العملة                                                    | بير إثيوبي                     | فرنك وسط أفريقي             |
| الناتج المحلي الإجمالي (بليون دولار)                      | 80.56 مليار                    | 1.95 مليار                  |
| الناتج المحلي الإجمالي (تعادل القوة الشرائية) بليون دولار | 161.90 مليار                   | 3.03 مليار                  |
| الناتج المحلي الإجمالي الاسمي للفرد دولار أمريكي          | 619                            | 323                         |
| الناتج المحلي الإجمالي للفرد دولار أمريكي                 | 1.50 ألف                       | 594                         |
| مؤشر التنمية البشرية                                      | 0.442                          | 0.350                       |
| رمز المكالمات الدولي                                      | +251                           | +236                        |
| رمز الإنترنت                                              | .et                            | .cf                         |
| المنطقة الزمنية                                           | ت ع م+03:00، توقيت شرق أفريقيا | ت ع م+01:00                 |

## منظمات دولية مشتركة
يشترك البلدان في عضوية مجموعة من المنظمات الدولية، منها:
| علم المنظمة | اسم المنظمة                                 | تاريخ انضمام إثيوبيا | تاريخ انضمام جمهورية أفريقيا الوسطى |
| ----------- | ------------------------------------------- | -------------------- | ----------------------------------- |
|             | الاتحاد البريدي العالمي                     | ?                    | ?                                   |
|             | مؤسسة التنمية الدولية                       | 11 أبريل 1961        | 27 أغسطس 1963                       |
|             | منظمة حظر الأسلحة الكيميائية                | ?                    | ?                                   |
|             | الأمم المتحدة                               | 13 نوفمبر 1945       | 20 سبتمبر 1960                      |
|             | الاتحاد الأفريقي                            | ?                    | ?                                   |
|             | وكالة ضمان الاستثمار متعدد الأطراف          | 13 أغسطس 1991        | 8 سبتمبر 2000                       |
|             | منظمة الشرطة الجنائية الدولية               | ?                    | ?                                   |
|             | مؤسسة التمويل الدولية                       | 20 يوليو 1956        | 1 أبريل 1991                        |
|             | مجموعة دول أفريقيا والكاريبي والمحيط الهادئ | ?                    | ?                                   |
|             | البنك الدولي للإنشاء والتعمير               | 27 ديسمبر 1945       | 10 يوليو 1963                       |
|             | الاتحاد الدولي للاتصالات                    | 20 فبراير 1932       | 2 ديسمبر 1960                       |
|             | البنك الإفريقي للتنمية                      | ?                    | ?                                   |
|             | الفريق المعني برصد الأرض                    | ?                    | ?                                   |
|             | يونسكو                                      | 1 يوليو 1955         | 11 نوفمبر 1960                      |

## وصلات خارجية
- موقع وزارة الخارجية الإثيوبية